# غانيش (ممثل)
غانيش هو منتج أفلام ومخرج وممثل هندي، ولد في 2 يوليو 1977 في الهند. من الجوائز التي نالها جائزة فيلم فير جنوب.

## جوائز
- جائزة فيلم فير جنوب

## وصلات خارجية
- غانيش على موقع IMDb (الإنجليزية)
- غانيش على موقع قاعدة بيانات الفيلم (الإنجليزية)